# Allan Alcorn
Allan Alcorn (San Francisco, California, 1 de enero de 1948) es un informático e ingeniero electrónico graduado por la Universidad de Berkeley en 1971. Su trabajo como ingeniero es pionero, conocido por ser el diseñador del videojuego Pong, bajo la dirección de Nolan Bushnell.
En 1972, comienza a trabajar como ingeniero en Atari Inc., bajo la dirección de Nolan Bushnell, conocido por ser el fundador de Atari Inc., junto a Ted Dadney. Inspirado en la versión original de ping-pong de Magnavox Odyssey, Bushnell solicitó a Allan Alcorn el perfeccionamiento del videojuego original pero traducido a una versión más simple.
Su diseño daría paso al videojuego Pong, lanzado por primera vez, el 29 de noviembre de 1972 en Estados Unidos.